# Деникинщина
«Дени́кинщина» (также «дени́кинский режи́м», «дени́кинская вое́нная диктату́ра») — представление периода существования во время Гражданской войны в России организационных структур Белого движения на Юге России во время правления генерал-лейтенанта Антона Деникина (1918—1920), сформировавшееся в советской историографии как псевдонаучная политизированная категория:193.
В советской историографии многие аспекты проблемы «деникинщины» находили отражение в фундаментальных трудах по истории КПСС, истории СССР, истории дипломатии, истории ВЛКСМ, истории внешней политики СССР:195.

## Появление категории

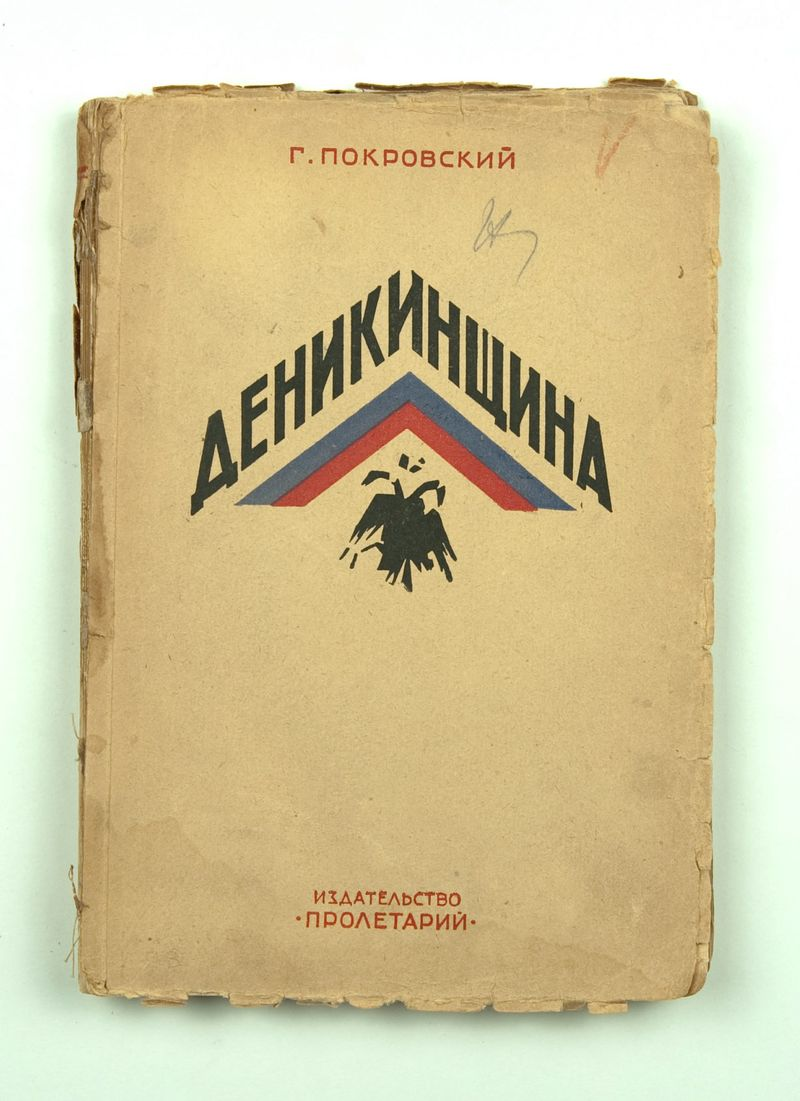
Титульная страница книги Георгия Покровского «Деникинщина. Год политики и экономики на Кубани (1918—1919 гг.)» (1926)

Доктор исторических наук Георгий Ипполитов пишет, что понятие «деникинщина» было рождено в недрах советской историографии «в виде чеканной дефиниции, разработанной в жесткой системе координат догматизированного марксизма-ленинизма в большевистском его измерении». Оно стало результатом трансформации изучения военной и политической деятельности генерал-лейтенанта А. И. Деникина, как табуированной в советских идеологических условиях темы, в рамки конъюнктурных партийных установок:193.
Термин «деникинщина» был привлечён в научный оборот советской исторической науки не позднее 1920-х гг. Одними из первых работ в данном направлении являлись труды Георгия Покровского «Деникинщина. Год политики и экономики на Кубани (1918—1919 гг.)» (1923) и советского партийного деятеля КПб(У) Д. Кина «Деникинщина», а затем и «Деникинщина на Украине» (1927) того же автора. В этих работах и в данный период изучения Деникин характеризовался как деятель, который пытался найти «какую-то среднюю линию между крайней реакцией и „либерализмом“ и по своим взглядам „приближался к правому октябризму“», а позднее правление Деникина в советской историографии стало рассматриваться как «неограниченная диктатура». Кандидат исторических наук Денис Панов пишет, что в 1930—1950-е гг. в советской историографии сложились штампы в оценке Деникина (а также других деятелей Белого движения): «контрреволюционное отребье», «белогвардейское охвостье», «лакеи империализма» и др. «В некоторых исторических работах (А. Кабешева, Ф. Кузнецова) белые генералы превращаются „в карикатурные персонажи“, низводятся „до роли злых разбойников из детской сказки“», — пишет Панов.
Выходившие в период десталинизации советской исторической науки научные труды решали задачи максимальной дискредитации Белого движения и его лидеров с одновременным обелением деяний советской власти в годы Гражданской войны. Заметным явлением этого периода является вышедшая в 1966 году монография Андрея Алексашенко «Крах деникинщины», главное внимание в которой уделено военно-политическим аспектам советской борьбы против генерала Деникина

## Развитие
В 1960—1980 годах в СССР было защищено значительное количество диссертаций, в которых нашли отражение отдельные аспекты «деникинщины». Ипполитов разделяет их на три группы, первую из которых составляют диссертации «источниковедческого и историографического характера, где отражаются вопросы деникинщины как непосредственно, так и опосредованно», вторую составляют диссертации, «исследующие деятельность коммунистической партии и Советского государства по разгрому Белого движения», в третью входят «диссертации о конкретных направлениях борьбы с белыми»:199.
Тематика «деникинщины» нашла отражение в более чем 200 публикациях, различных по объему, жанру, научной значимости:193.

## Основные определения
В Советском энциклопедическом словаре в 1980 году содержалось такое определение «деникинщины»:

Деникинщина — режим белогв. контрреволюции, установлен ген. А. И. Деникиным при поддержке Антанты на Сев. Кавказе и Украине в 1919 (численность вооруж. сил свыше 150 т.ч.; Добровольч. армия, Донская и Кубанская казачьи армии); опирался на крупную финанс. и пром буржуазию. Террор, социальная демагогия, великодержавный шовинизм. Ликвидирован Кр. Армией в янв.-фев 1920.— 
В Военном энциклопедическом словаре 1984 года она определялась так:

Деникинщина — режим белогвардейской контрреволюционной диктатуры в 1918—1920 гг. на Северном Кавказе и Украине. Установлен ставленником Антанты генералом А. И. Деникиным. Ему принадлежала вся полнота военно-политической, административной и судебной власти. Политической опорой Деникина стал блок кадетов и октябристов, который поддерживали эсеры и другие контрреволюционные партии, военной — «Вооруженные Силы Юга России». После провала наступления Деникина на Москву деникинщина пала (март 1920) под ударами Красной Армии.
— 

## Трансформация понятия на Украине после 1991 года
Современная украинская историография, сохранив многие советские подходы к категории «деникинщина», трансформировала их в представление правления генерала Деникина на Украине как правление оккупационного режима военной диктатуры и подвергает его критическим оценкам за ярко выраженную антиукраинскую направленность. Также режиму Деникина в украинской историографии инкриминируются те же преступления, что инкриминировались советской историографией в период представления его «деникинщиной», среди которых антисемитизм, еврейские погромы и карательные экспедиции против крестьянства.

## Критика
В современном научном мейнстриме преимущественно подвергнуты критике результаты конструирования советской историографией категории «деникинщина» как псевдонаучной и имеющий ярко выраженный идеологический оттенок. Ипполитов пишет, что в изучении проблемы «деникинщины» в советской науке не было достигнуто серьёзных успехов, потому что «в условиях отсутствия творческой свободы не представлялось возможным исследовать проблемы Белого движения, в том числе и деятельности генерала Деникина»:200. Панов пишет о советских исторических представлениях «деникинщины» как о «далёких от объективности и беспристрастности».